# Communiqué
Communiqué es el segundo álbum de la banda inglesa de blues rock Dire Straits, lanzado en 1979.
Las sesiones de grabación de Communiqué tuvieron un rápido desarrollo tras el éxito del sencillo "Sultans of Swing", extraído del álbum Dire Straits. Para ello, se emplearon maquetas que el grupo tenía grabadas de anteriores sesiones. Barry Beckett, productor del álbum, estaba convencido de que la falta de teclados había dotado al álbum anterior de un sonido duro y de una producción pobre, de modo que decidió colaborar como teclista en algunas canciones aunque firmando con el pseudónimo B. Bear.
Durante la grabación de Communiqué, el grupo coincidió con Bob Dylan debido al trabajo de Beckett en el álbum Slow Train Coming. Mark Knopfler y Pick Withers se unirían al equipo de Dylan en la grabación de algunos temas del disco.
Durante los conciertos, la banda interpretó dos canciones que jamás fueron publicadas: "In My Car" y "Bernadette", compuesta esta última por David Knopfler.
Communiqué fue remasterizado y reeditado junto al resto del catálogo musical de Dire Straits el 19 de septiembre de 2000.

## Lista de canciones
Todos los temas compuesto por Mark Knopfler.
1. "Once Upon a Time in the West" – 5:25
2. "News" – 4:14
3. "Where Do You Think You're Going?" – 3:49
4. "Communiqué" – 5:49
5. "Lady Writer" – 3:45
6. "Angel Of Mercy" – 4:36
7. "Portobello Belle" – 4:29
8. "Single-Handed Sailor" – 4:42
9. "Follow Me Home" – 5:50

## Personal
- Mark Knopfler: guitarra y voz
- John Illsley: bajo y coros
- David Knopfler: guitarra rítmica y coros
- Pick Withers: batería

## Lista de éxitos

### Álbum
| País           | Listas            | Listas                                                     | Listas |
|                | Posición más alta | Semanas en lista                                           |        |
| -------------- | ----------------- | ---------------------------------------------------------- | ------ |
| Estados Unidos | 11                |                                                            |        |
| Noruega        | 2                 | 41 Archivado el 4 de diciembre de 2007 en Wayback Machine. |        |
| Austria        | 7                 | 18                                                         |        |

### Sencillos
| Año  | Sencillo      | Lista                 | Posición |
| ---- | ------------- | --------------------- | -------- |
| 1979 | "Lady Writer" | Billboard Pop Singles | 45       |

- Datos: Q607560